# Discophora undata
Discophora undata är en fjärilsart som beskrevs av Hans Ferdinand Emil Julius Stichel 1902. Discophora undata ingår i släktet Discophora och familjen praktfjärilar. Inga underarter finns listade i Catalogue of Life.